# Brian Wecht
Brian Wecht, född 1975, också känd som Ninja Brian är en amerikansk keyboardspelare som är en av grundarna till Ninja Sex Party, tillsammans med Dan Avidan. Wecht bildade även Starbomb med Avidan och Arin Hanson år 2013.
Den 5 november 2015 gick Wecht även med i Let's Play serien Game Grumps, som både Hanson och Avidan är med i.

## Privatliv
Wecht är gift med Rachel Wecht. Han har en dotter som föddes 2014.